# ثيو كروكر
ثيو كروكر (بالإنجليزية: Theo Croker)‏ هو بواق وملحن ومغني أمريكي، ولد في 18 يوليو 1985 في ليسبرغ في الولايات المتحدة.

## وصلات خارجية
- الموقع الرسمي
- ثيو كروكر على موقع IMDb (الإنجليزية)
- ثيو كروكر على موقع روتن توميتوز (الإنجليزية)
- ثيو كروكر على موقع ميوزك برينز (الإنجليزية)
- ثيو كروكر على موقع أول ميوزيك (الإنجليزية)
- ثيو كروكر على موقع ديسكوغز (الإنجليزية)